# Jiří Černý (fotbalista)
Jiří Černý (7. srpna 1932 Hradec Králové – 20. září 2007 Červený Kostelec) byl český fotbalový záložník a obránce. Jeho syn Pavel Černý byl fotbalový reprezentant a mistr republiky se Spartou a vnuk Pavel Černý je ligový fotbalista.

## Fotbalová kariéra
V lize hrál za Spartak Hradec Králové (1959–1964), s nímž získal roku 1960 historický titul mistra, jediný v dějinách klubu a první, který v československé lize putoval mimo Prahu a Bratislavu. V lize nastoupil ve 128 utkáních a dal 9 gólů. V Poháru mistrů evropských zemí odehrál v roce 1960 za Hradec čtyři utkání proti Panathinaikos FC a FC Barcelona. V nižších soutěžích hrál i za Jiskru Jaroměř a Tepnu Náchod.

## Ligová bilance
| Ročník                                   | Zápasy | Góly | Klub                   |
| ---------------------------------------- | ------ | ---- | ---------------------- |
| 1. československá fotbalová liga 1959/60 | 23     | 5    | Spartak Hradec Králové |
| 1. československá fotbalová liga 1960/61 | 26     | 2    | Spartak Hradec Králové |
| 1. československá fotbalová liga 1961/62 | 26     | 2    | Spartak Hradec Králové |
| 1. československá fotbalová liga 1962/63 | 25     | 0    | Spartak Hradec Králové |
| 1. československá fotbalová liga 1963/64 | 25     | 0    | Spartak Hradec Králové |
| CELKEM 1. liga                           | 128    | 9    |                        |